# 9月13日の航空戦 (1973年)
9月13日の航空戦（くがつじゅうさんにちのこうくうせん、ヘブライ語: קרב האוויר של 13 בספטמבר 1973）は、1973年9月13日にシリア沖の地中海上空で発生した、イスラエル空軍とシリア空軍の航空戦。シリア空軍MiG-21戦闘機編隊がイスラエル空軍F-4戦闘機とミラージュIII戦闘機の待ち伏せ攻撃を受け、13機が撃墜され、イスラエル空軍も1機が撃墜された。
第三次中東戦争後最大の航空戦となり、3週間後に勃発する第四次中東戦争の前哨戦に位置付けられる。シリア空軍を圧倒したイスラエル空軍は、自身の抑止力を過信する一因となった。

## シリア領内への強行偵察
1967年に勃発した第三次中東戦争でイスラエルに敗北を喫したシリアは、ソビエト連邦の援助によって軍の再建を進め、1973年までの6年間でイスラエルを凌駕するまでに成長していた。1972年5月にソビエト連邦との安全保障協定が締結されると、1973年5月からMiG-21戦闘機や2K12（NATOコードネーム SA-6"ゲインフル"）自走地対空ミサイルを含む大量の武器供与が行われ、最新型のS-125（NATOコードネーム SA-3"ゴア"）もソビエト連邦で教育を受けて帰国したシリア軍人によって運用段階に入っており、同年9月10日にエジプトのカイロで開催されたアラブ首脳会後、ゴラン高原寄りの地域に正面50キロメートル、縦深30キロメートルの防空コンプレックスを展開した。
イスラエル軍は1973年春期以降、航空偵察によって前線のシリア軍の行動把握をしており、9月13日も4機のRF-4偵察機が偵察任務のため地中海方向からシリア本土へ接近し、ホムス、ハマー、ラタキアなどの飛行場や施設の偵察を行っていた。シリア空軍のMiG-21戦闘機がスクランブル発進すると、RF-4偵察機は反転し、低空飛行で地中海西方に離脱した。
離脱するRF-4偵察機を支援するため、イスラエル空軍はシリア沖に戦闘機部隊を展開させており、ラタキア沖にイフタク・スペクター率いる第107飛行隊のF-4E戦闘機、ベイルート沖に第117飛行隊のミラージュIII戦闘機、ロッシュ・ハニクラ沖に第101飛行隊のミラージュIII戦闘機が待機していた。

## イスラエル空軍の待ち伏せ攻撃

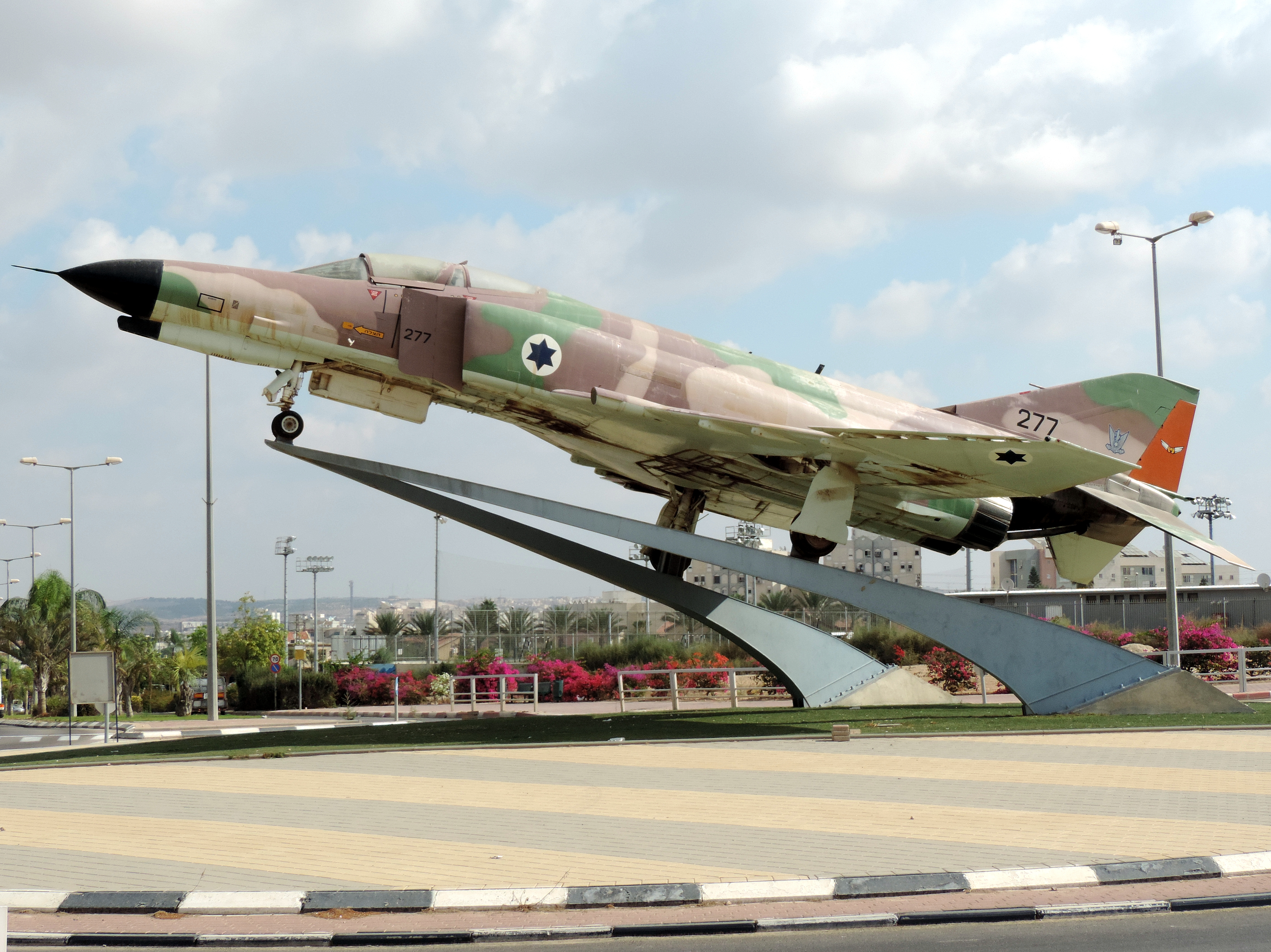
イスラエル空軍のF-4E

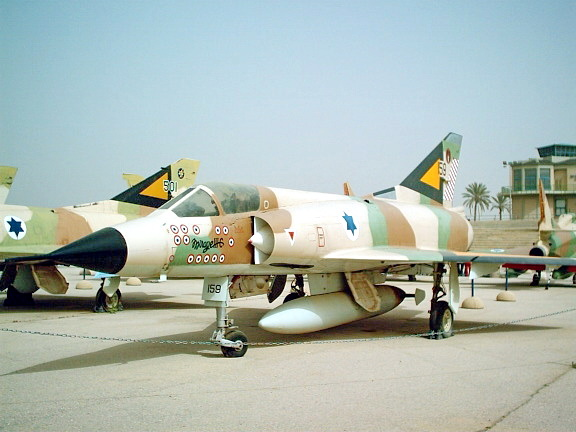
イスラエル空軍のミラージュIII

RF-4偵察機を追跡するシリア空軍のMiG-21戦闘機に対して、ラタキア沖で待ち構えていたF-4E戦闘機編隊が接敵し、シュルモ・エゴジのF-4E戦闘機が空対空ミサイルでMiG-21戦闘機1機を撃墜、イフタク・スペクターのF-4E戦闘機も空対空ミサイル2発を発射し、2機のMiG-21戦闘機を撃墜した。さらにロッシュ・ハニクラ沖のミラージュIII戦闘機4機もMiG-21戦闘機を射程に捉えると交戦を開始、イスラエル・ハバラフのミラージュIII戦闘機が空対空ミサイル2発を発射して1機撃墜、さらに30mm機関砲で1機撃墜した。アブラハム・シャルモンのミラージュIII戦闘機も空対空ミサイルで1機撃墜した。交戦中、ミラージュIII戦闘機1機が損傷して燃料漏れを起こしたため、イスラエル北部のラマト・ダヴィド空軍基地に着陸した。
ベイルート沖で待機中だった第117飛行隊のミラージュIII戦闘機4機は、北方から複数のシリア空軍機の接近が報告されると編隊を分割し、イェフダ・コレンとヨッシ・シモニ機が迎撃に向かい、8機のMiG-21戦闘機と交戦した。撃墜機はなかったが、残燃料が不足したことからミラージュIII戦闘機2機は南方へ離脱、基地への帰投コースを取った。しかし、ヨッシ・シモニ機がMiG-21戦闘機からの攻撃を受けてタルトゥース沖に墜落、ヨッシ・シモニは緊急脱出した。

## ヨッシ・シモニの救出
ヨッシ・シモニのミラージュIII戦闘機墜落後、S-65輸送ヘリコプターと護衛のF-4E戦闘機が現場海域に急行、迎撃のため飛来したMiG-21戦闘機と交戦し、2機のMiG-21戦闘機がF-4E戦闘機の空対空ミサイルで撃墜された。イスラエル空軍はシリア空軍機のさらなる飛来を考慮し、第69飛行隊のF-4E戦闘機6機を派遣した。
救助を待つ間、上空のF-4E戦闘機編隊はシリア軍の高速艇が接近するのを発見し、攻撃により撃沈した。ほどなくして到着したS-65輸送ヘリコプターによってヨッシ・シモニは救助され、さらに近くを漂流していたシリア空軍パイロットも救助、捕虜とした。

## 戦闘後
イスラエルはこの戦闘について、恒常的な哨戒飛行中の偶発的な衝突であると言明、シリア軍のミグ機13機撃墜、我が方のミラージュ1機が撃墜されたと発表した。
一方、シリアはイスラエル軍機5機撃墜、我が方の損害8機と発表している。また、MiG-21戦闘機ではイスラエル軍のF-4E戦闘機に対抗するのは不十分として、以前から要請していたMiG-23戦闘機の供与をソビエト連邦へ要求したほか、9月13日の航空戦の際にソビエト連邦の軍事顧問団がシリア国内の地対空ミサイルの使用許可を与えなかったため、シリア軍部の強い不満を買い、ロシア人のシリア国内旅行を制限するなどの報復措置がとられた。
9月20日にシリア軍は、第一線に1個戦車大隊を有する3個歩兵師団のほか、第二線に相当数の戦車などの戦闘車両を展開し、翌9月21日にはダマスカス付近のシリア軍が前進して第三線の陣地線に展開、スエズ運河方面でもエジプト軍がスエズ運河寄りに展開した。
9月26日、ゴラン高原のイスラエル軍陣地を視察したモーシェ・ダヤン国防相とダビッド・エラザール参謀総長は、シリアが強硬策に出た場合の予防措置として、前線への1個旅団の追加配備決定と障害設備の強化、残りの全陸軍正規部隊を警戒態勢に置くこととした。
国境付近でのシリア軍の動きをイスラエルは察知していたが、9月13日の航空戦を受け、イスラエル軍の攻撃を警戒して前線に部隊を集結させている、防衛的なものと捉え、戦争の兆候とはまったく考えていなかった。また、参謀本部情報部長エリ・ゼイラ少将は、今回のエジプト・シリア両軍の前線への部隊集結は恐らく演習によるもので戦争に発展する可能性は少ないと判定しており、エジプト・シリアが戦争を開始する条件は、エジプトがイスラエル中枢部を攻撃できる空軍力を保有した時期、特に中距離爆撃機を入手したときであり、かつエジプト・シリア両軍が同時に攻撃できるという、二つの条件下においてのみ可能であると評価していた。
10月6日早朝、エラザールはエジプト・シリア両軍の戦闘開始意図を伝えられ、開始日は当日、18時だった。8時（イスラエル標準時）にエラザールとダヤンがゴルダ・メイア首相を訪問して協議し、予備役の召集は認められたが、対シリア先制空爆はアメリカ合衆国の反感を買う可能性があるため却下された。10時に動員令が発せられ、10万人の予備役兵の動員が開始されたが、14時にエジプト・シリア両軍の攻撃により第四次中東戦争が勃発、予期していた時間より約4時間早い攻撃であった。